# かじき座AB星
かじき座AB星(AB Doradus)は、かじき座の方向、太陽系から約49光年離れた場所にある、四重連星系である。K型（前）主系列星の主星Aと、3つの赤色矮星Ba、Bb、Cで構成される。
視等級は7.0で、肉眼で見ることはできないが、双眼鏡や小型の望遠鏡があれば見ることができる。
名前のかじき座AB星は、変光星の命名規則に従って付与されたもので、かじき座で56番目に発見された変光星を示す。
この星系はとても若く、30個程度の同じくらいの年齢の恒星が、同じ方向に運動している「かじき座AB運動星団」の名前の由来となっている。これらの恒星は、全て同じ分子雲で形成されたと考えられている。

## 連星系
かじき座AB星系は、2つの2連星が相互作用する多重星系で、2つの連星系は、共通重心の周りを約135AUの距離をおいて公転している。
2連星の一方は、主星Aと伴星Cからなり、平均して3AU離れた軌道を11.74年周期で公転する。もう一方は伴星Baと伴星Bbからなり、360日周期で公転する。主星Aと伴星Cの連星系の方が質量が大きいので、共通重心からの距離は、伴星Baと伴星Bbの連星系の方が倍くらい長い。

### かじき座AB星A
主星は、スペクトル型K1Vの橙色の主系列星で、光度階級はVだが、年齢が非常に若いので前主系列星（後おうし座T型星）と言われる。
質量は、太陽の8割程度だが、星系内の4つの星の中では飛び抜けて大きい。大きさは太陽より若干小さく、光度は太陽の4割程度と暗いため、近い恒星であるにもかかわらず7等星となっている。
1980年代から高速で自転することは知られており、その自転周期は12時間あまり（太陽のおよそ1/50）と非常に短い。赤道付近には強力な磁場が発生し、多くの黒点が現れる。黒点があることで、自転周期に従って見かけの明るさが変化し、回転変光星に位置付けられる。自転周期内での明るさの変化は0.13等級程度だが、黒点の状態によって概ね0.1等級くらい周期ごとに差が表れ、それとは別に太陽活動周期と似たような活動周期により、およそ20年周期で平均的な明るさが変動する。差動回転しているので、極付近より赤道付近の方が自転が速いが、その差は時間によって変化する。これは、対流層を貫く磁場の働きによって角運動量の輸送が変動するので、赤道付近の自転速度も恒星表面活動の周期によって変化するためと考えられる。
主星の表面では爆発現象も観測され、光球面の外には、1,500万Kまで加熱された水素プラズマが、磁場に閉じ込められて球状の層を形成している。プラズマは、強いX線を放射し、距離が近いこともあって、全天で最も明るいコロナX線源の一つとなっている。

### かじき座AB星Ba・Bb
伴星Bは、ロシターが発見し、自身の二重星カタログの137番目に登録したので、Rossiter 137 B（Rst 137 B）とも呼ばれる。主星Aからは9秒程度離れた位置に見える。当初は13等級の単独星だと思われていた。補償光学が発達したことで、もう一つの伴星Cを分離する観測の傍ら、伴星Bが2つの星からなることが確かめられ、それぞれ伴星Ba、伴星Bbと呼ばれることになった。BaとBbの間の平均距離は、0.9AU程度と推測される。
伴星BaとBbは、2つ合わせても主星Aの1%程度の光度しかない。伴星Baは、2つの星のうちでは質量が大きいが、それでも太陽の3割弱と小さく、スペクトル型はM5V、表面温度は約3,310Kと見積もられる。伴星Bbは、質量が太陽の2割程度、スペクトル型はM5.5V、表面温度は約3,250Kと見積もられる。
伴星BaとBbは、かじき座AB星系の年齢の決定に期待される。主星Aは高速自転で強磁場、伴星Cは超低質量と、いずれも年齢の推定が難しく、それに比べると伴星Bは精度良く見積もれる可能性があるためである。伴星Ba・Bbの詳細な観測から、低質量星の進化についての仮説に観測結果を当てはめ、年齢を5,000万から1億年と推定した。

### かじき座AB星C

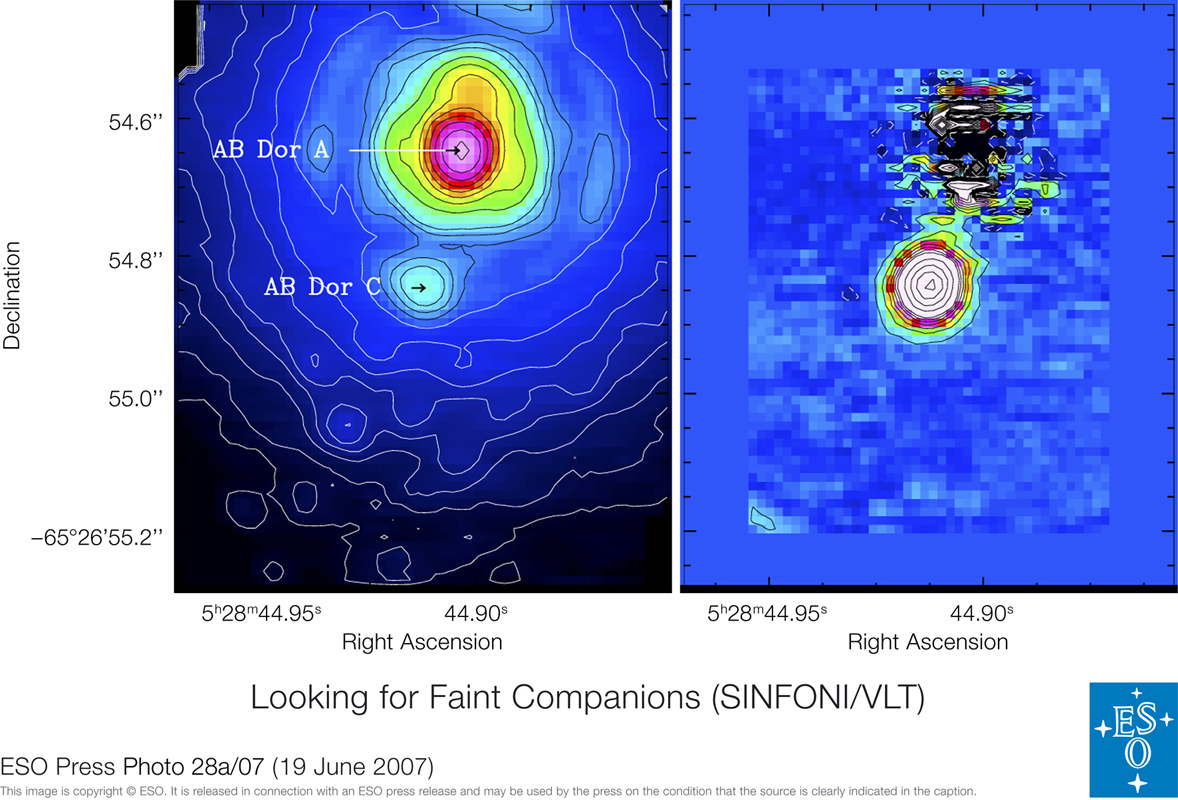
かじき座AB星AC星系。左は元データ、右は主星の像を差し引いた後のデータ。出典: ESO

伴星Cは、1990年代にはその存在を知られていたが、伴星Bが先に発見されていたので、伴星Cとなった。2004年までは、主星Aの運動の「ふらつき」だけで存在が確認された位置天文的連星だったが、2005年に補償光学を備えた超大型望遠鏡VLTのカメラで、主星Aから0.2秒離れた位置で捉えることに成功した。
伴星Cは、スペクトル型M5.5の赤色矮星で、質量は太陽のわずか9%（木星の約94倍）と、あと少し小さければ褐色矮星に分類される、既知の恒星で最も低質量なものの一つ。表面温度は約2,925K、半径は主星Aの1/6程と小さい。
最近の観測で、伴星Cが主星Aの周りを公転する軌道は、離心率がとても大きいことがわかってきた。共通重心からかなり遠くまで周回し、主星Aとの間の距離が大きく変化する。